# Robert Jenkinson
Robert Jenkinson (n. 7 iunie 1770, Londra, Regatul Marii Britanii – d. 4 decembrie 1828, Surrey, Anglia, Regatul Unit al Marii Britanii și Irlandei) a fost un politician britanic, prim ministru al Regatului Unit în perioada 1812-1827.